# Ujków Nowy
Ujków Nowy – wieś w Polsce, położona w województwie małopolskim, w powiecie olkuskim, w gminie Bolesław.
| SIMC    | Nazwa       | Rodzaj    |
| ------- | ----------- | --------- |
| 0213061 | Ujków Górny | część wsi |
| 0213078 | Zięby       | część wsi |

W latach 1975–1998 wieś administracyjnie należała do województwa katowickiego.